# Susana Dosamantes
Susana Riestra Dosamantes-Rul (Guadalajara, 9 de janeiro de 1948 – Miami, 2 de julho de 2022) foi uma atriz mexicana. Trabalhou em cerca de 50 filmes e séries de televisão. Foi casada com o Enrique Rubio, o pai de sua filha a cantora Paulina Rubio e de seu filho Enrique Rubio.
Seu grande número de atuações em filmes e telenovelas em mais de 50 anos de atuação a tornou uma das atrizes mais notáveis do México, e sua atuação na telenovela “Morir para vivir” a rendeu o prêmio de melhor antagonista nos prêmios TV y Novelas do México, em 1990.

## Biografia
Susana, artisticamente é conhecida como Susana Dosamantes, ela estreou no cinema em 1968 com o filme "Romolino de pasiones". Em seguida, ela trabalhou na televisão e no teatro. Ela era casada com Enrique Rubio mas seu casamento terminou em divórcio, com dois filhos, cantora e atriz Paulina Rubio e Enrique. O nome desta extraordinária atriz está escrito com letras douradas na história do cinema, televisão e teatro no México. 
Em 2010, interpretou Marcela Arismendi em Eva Luna, sendo a principal antagonista da trama.   
Em 2012, interpretou a avó da protagonista, vivida pela atriz Marlene Favela e da vilã Fedora, Jessica Maz em Corazón apasionado, sendo a rígida avó Dõna Ursula. 
Em 2016, interpretou mais um papel de destaque como a sofrida avó das trigêmeas, interpretadas pela atriz Angelique Boyer em Tres veces Ana.  
Em 2017, integrou o elenco da telenovela El vuelo de la victoria estrelada por Paulina Goto, Mane de la Parra e Andrés Palácios, sendo a mãe de um dos protagonistas e a grande vilã da história que inferniza a vida da protagonista. 
Morreu em 2 de julho de 2022 em um hospital de Miami, aos 74 anos de idade, devido ao câncer de pâncreas.

## Telenovelas
- Si nos dejan (2021) ... Eva "Tita" Cuesta Vda. de Montiel
- El vuelo de la Victoria (2017) ... Gloria Cruz Vda. de Santibáñez y Calzada
- Tres veces Ana (2016) ... Ernestina Rivadeneira
- Corazón apasionado (2012) ... Doña Úrsula Campos Miranda- La generala Primera Actriz
- Eva Luna (2010) ... Marcela Arismendi Vilana Principal
- El Juramento (2008) ... Luisa Robles Conde[3]
- Marina (2007) .... Alberta Morales Vida de Alarcon
- El amor no tiene precio (2005) .... Lucrécia Vida de Monte y Valle
- Rebeca (2003) .... Matilde Linares
- Amada Enemiga (1997) .... Regina Proal de Quijano
- Morir para vivir (1989) .... Rosaura
- Amalia Batista (1983) .... Amalia Batista
- Infamia (1981) .... Lidia
- Aprendiendo a amar (1980) .... Cristina
- Corazón salvaje (1977) .... Aimee
- Lo imperdonable (1975) .... Gloria
- El chofer (1974) .... Pilar
- Ana del aire (1974) .... Norma
- La hiena (1973) .... Dayanara
- El edificio de enfrente (1972)
- Las gemelas (1972)
- Muchacha italiana viene a casarse (1971)

## Cinema
- Comando marino (1990).... Comandanta
- El estrangulador de la rosa (1990) .... Paola Luna
- La ley de la mafia (1990) .... Dinorah
- Keiko en peligro (1989)
- Escuadrón (1987) .... Roxana
- El placer de la venganza (1986)
- Asesino a sueldo (1984)
- El sexo de los ricos (1984)
- Jugando con la muerte (1982) .... Laura
- Abierto día y noche (1981)
- ¡Qué verde era mi duque! (1980) .... Pilar
- Day of the Assassin (1979) .... La Princesa
- Los temibles (1977)
- El andariego (1976)
- El hombre (1975)
- Más negro que la noche (1975) .... Aurora
- A home of Our Own (1975) .... Magdalena
- Aventuras de un caballo blanco y un niño (1974)
- Kalimán vs. El Siniestro mundo de Humanón (1974)
- Hermanos de sangre (1972)
- El imponente (1972)
- Jalisco nunca pierde (1972)
- La yegua colorada (1972)
- Duelo al atardecer (1971)
- El juego de la guitarra (1971)
- Río Lobo (1970) .... Maria Carmen[4]
- Confesiones de una adolescente (1969)
- Flor de durazno (1969)
- Matrimonio y sexo (1969)
- Siete Evas para un Adan (1969) .... Betty
- Remolino de pasiones (1968)
- Marina 2006